# Warner Classics
Warner Classics - Французький музичний лейбл класичної музики керований Warner Music Group створений у 1991 році. До складу компанії також входять Erato Records, Teldec Records і NVC Arts. Уорнер класики також розподіляє Лонтано і finlandia етикетки.

## Історія
Warner Music Group придбав Teldec Records в 1988 році. Warner Classics була утворена в 1991 році. Erato Records перейшла у власність Warner Classics у 1992 році. 
У кінці 2013 року компанія Warner Classics придбала EMI Classics та Virgin Classics які інтегровані в Erato Records.